# Попов, Анатолий Геннадьевич
Анатолий Геннадьевич Попов (род. 2 сентября 1948, Сернур, Марийская АССР) — российский политический деятель, кандидат в президенты Республики Марий Эл (1991), депутат Государственной Думы ФС РФ первого созыва (1993—1995), полномочный представитель президента РФ в Республике Марий Эл (1997—2000), кандидат экономических наук.

## Биография
В 1971 году получил высшее образование по специальности «инженер-механик по технологии машиностроения» в Марийском политехническом институте, во время обучения был секретарем комитета ВЛКСМ Марийского политехнического института. Проходил срочную службу в ВМФ СССР. Работал в городе Набережные челны на заводе КАМАЗ инженером, мастером, начальником участка, начальником цеха, был заместителем председателя профкома предприятия, работал на пассажирском автотранспортном предприятии заместителем начальника.
С 1981 по 1988 год работал в совхозах Минсельхоза Марийской АССР, на заводе «Новатор». С 1988 по 1993 год работал директором Йошкар-Олинской обувной фабрики. В 1991 году выдвигался кандидатом в президенты Республики Марий Эл.
В 1993 году избран депутатом Государственной думы Федерального Собрания Российской Федерации первого созыва от Марийского одномандатного избирательного округа № 19 (Республика Марий Эл). В Государственной думе был членом комитета по бюджету, налогам, банкам и финансам, входил в депутатскую группу «Россия».
В 1994—1996 году возглавлял Марийское отделение Партии российского единства и согласия, был членом федерального совета партии. С 1994 по 1995 год — председатель Марийского отделения ПРЕС. С 1996 года был членом правления, членом Социалистической партии России. С 1997 по 2000 год работал полномочным представителем Президента РФ в Республике Марий Эл. Был членом инициативной группы по выдвижению В. В. Путина в президенты РФ.
В 2000 году защитил диссертацию на соискание учёной степени кандидата экономических наук по теме «Формирование механизма привлечения инвестиций в развитие промышленности: на примере Республики Марий Эл».